# Pieter Goemans
Pour les articles homonymes, voir Goemans.
Pieter Goemans (né le 6 juin 1925 à Amsterdam, mort le 8 juillet 2000 à Amstelveen) était un auteur-compositeur néerlandais qui est principalement connu pour avoir composé la chanson « Aan de Amsterdamse grachten » (Aux canaux d'Amsterdam) sous le pseudonyme de Peter Shott en 1949. Son père, ancien diplomate, le contraignit à utiliser ce pseudonyme pour éviter toute association de son nom aux activités de son fils. Il est également l'auteur du morceau Bach Bijvoorbeeld, qui fut produit par Willem Duys et servit de générique à l'émission Muziekmozaïek, diffusée à la télévision néerlandaise dans les années 1960 puis 1970.
Dans les années 1960, il composa également de nombreux textes pour la chanteuse Corry Brokken, lauréate du Concours Eurovision de la chanson de 1957 pour les Pays-Bas, avec la chanson Net als toen. Il traduisit un large répertoire de chansons pour elle (parmi lesquelles People de Barbra Streisand). En 1970, le groupe Hearts of Soul remporta le concours de présélection de l'Eurovision, le Nationaal Songfestival avec la chanson Waterman également composée par Goemans. Celle-ci se classa 7e au concours européen cette même année.